# Ubian del Sud
South Ubian è una municipalità di quarta classe delle Filippine, situata nella Provincia di Tawi-Tawi, nella Regione Autonoma nel Mindanao Musulmano.
South Ubian è formata da 31 baranggay:
- Babagan
- Bengkol
- Bintawlan
- Bohe
- Bubuan
- Bunay Bunay Center
- Bunay Bunay Lookan
- Bunay Bunay Tong
- East Talisay
- Lahad Dampong
- Laitan
- Lambi-lambian
- Laud
- Likud Dampong
- Likud Tabawan
- Nunuk

- Nusa
- Nusa-nusa
- Pampang
- Putat
- Sollogan
- Talisay
- Tampakan Dampong
- Tangngah
- Tinda-tindahan
- Tong Tampakan
- Tubig Dayang
- Tubig Dayang Center
- Tubig Dayang Riverside
- Tukkai
- Unas-unas